# 塞格爾 (新墨西哥州)
塞格爾（英語：Sagar）是位於美國新墨西哥州麥金萊縣的普查規定居民點。

## 人口
根據2020年美國人口普查的數據，塞格爾的面積為4.84平方千米，皆為陸地。當地共有人口192人，而人口密度為每平方千米39.67人。